# Velikomoravska Kneževina
Velikomoravska Kneževina bila je monarhija u Srednjoj Europi te ujedno i najsnažnija država Zapadnih Slavena. Nastala je u devetom stoljeću ujedinjenjem moravskih plemena. U povijesnom i kulturnom smislu smatra se pretečom današnje Češke Republike.
Nakon što je Franačko Carstvo uništilo Avarski Kaganat u Panoniji, došli su i u doticaj s novonastalom kneževinom kojoj su ubrzo nametnuli plaćanje danka, ne stupajući u sukob s njom. Nakon Verdunskog ugovora 843. godine moć Franačke opada, pa će se tako pod vlašću kneza Rastislava (846. – 870.) kneževina osamostaliti. Ali time nije prestao tuđinski utjecaj na kneževinu, jer kako je kneževina u crkvenoj organizaciji bila pod upravom Salzburške nadbiskupije slani su joj njemački misionari koji su provodili neizravnu germanizaciju i sa sobom donosili mnoge druge njemačke koloniste. Najveći teritorijalni opseg imala je u 9. stoljeću, kada je obuhvaćala prostor uz gornji tok Labe, Odre i uz rijeku Moravu. Najveće pretenzije na Velikomoravsku Kneževinu imali su Nijemci, koji su svoj utjecaj širili putem kršćanstva. 
Kako bi se odupro ponjemčivanju, velikomoravski knez Rastislav zamolio je bizantskog cara da mu pošalje učitelje koji će propovijedati i pokrštavati na slavenskom jeziku. Bizantski car je poslao braću Ćirila i Metoda. Oni su, prema grčkom alfabetu, sastavili glagoljicu. Njemački svećenici optužili su ih da šire krivovjerje te su braća pozvana u Rim na saslušanje, gdje su uspjeli dokazati ispravnost svog učenja. No, Konstantin je uskoro obolio, pa je ostao u rimskom samostanu gdje je uzeo ime Ćiril i uskoro je tamo umro. Nijemci su tada na pobunu potakli Rastislavovog nećaka Svatopluka, koji je uz njihovu pomoć i zavladao Velikom Moravskom kao njemački vazal. Metod je uskoro uhićen i zatočen, ali je oslobođen na intervenciju pape. Nakon ponovnog opravdanja svoga rada, papa je Metodu istodobno odobrio služenje mise na slavenskom i njemačkom jeziku. Kasnije je papa Stjepan V., protivnik Bizanta i slavenskog bogoslužja, zabranio uporabu slavenskog jezika u crkvama. Metodovi učenici su zato morali napustiti Veliku Moravsku. Utočište su pronašli u Hrvatskoj, Bugarskoj i Makedoniji. Kliment Ohridski sastavio je novo pismo, koje je po svome učitelju Ćirilu nazvao ćirilicom.
Svatopluk je ojačao kneževinu i vlast proširio na Češku i Malu Poljsku, no borba njegovih sinova za vlast je oslabila kneževinu.
Velikomoravsku Kneževinu su početkom 10. stoljeća uništili Mađari. Na zapadnim krajevima tog prostora kasnije je nastala Češka.
- Moravska Kneževina u vrijeme Mojmira I.
- Velikomoravska Kneževina na vrhuncu svoje moći pod Svatoplukom I
- Slavenske države i širenje Moravske Kneževine tijekom IX stoljeća
- Položaj Velike Moravske na teritoriju današnje Srbije, prema teoriji Petera Pišpeki Nađa